# Ngô Cầm Xử
Ngô Cầm Xử (chữ Hán: 吳禽處), là vị vua thứ 14 của nước Ngô thời Xuân Thu trong lịch sử Trung Quốc.
Ông mang họ Cơ, là con của Ngô Di Ngô – vua thứ 13 nước Ngô.
Sử sách không ghi chép thời gian ông làm vua, không rõ năm bắt đầu, năm mất và các sự kiện trong thời gian ông ở ngôi.
Sau khi ông mất, con ông là Cơ Chuyển lên nối ngôi.